# Simon Cho
Simon Cho, precedentemente Jo Seong-mun (Hangŭl: 조성문) (Seul, 7 ottobre 1991) è un pattinatore di short track sudcoreano naturalizzato statunitense.

## Biografia
Possiede il passaporto statunitense e sudcoreano.

## Palmarès

### Olimpiadi
- 1 medaglia:
  - 1 bronzo (staffetta 5000 m a Vancouver 2010)

### Mondiali
- 3 medaglie:
  - 1 oro ( 500 m a Sheffield 2011)
  - 1 argento (staffetta 5000 m a Sofia 2010)
  - 1 bronzo (staffetta 5000 m a Sheffield 2011)